# Каноза (Напуљ)
Каноза је насеље у Италији у округу Напуљ, региону Кампанија.
Према процени из 2011. у насељу је живело 300 становника. Насеље се налази на надморској висини од 97 м.